# It (film din 1990)
It (1990, cunoscut și ca Stephen King's IT) este un film de televiziune creat în genurile groază, mister, thriller. Scenariul filmului se bazează pe romanul omonim scris de Stephen King. Filmul are cca. 195 de minute și este considerat a fi un miniserial în două părți. Povestea filmului se învârte în jurul unei foarțe agresive forme de viață inter-dimensionale, care este pur și simplu menționată ca "IT". Aceasta are capacitatea de a se transforma în cele mai mari temeri ale prăzii sale, lucru care îi permite să profite de temerile și fobiile victimelor sale, în acest mod ascunzându-se atunci când vânează. Principalii protagoniști ai filmului sunt "Clubul Rataților" sau "Cei Șapte Norocoși", un grup de proscriși sociali care descoperă creatura "IT" și promit s-o distrugă prin orice metodă. Filmul se desfășoară în două perioade diferite de timp, prima dată când cei din "Clubul rataților", copii fiind, descoperă pentru prima oară ființa "IT", iar a doua perioadă de timp are loc atunci când sunt chemați înapoi pentru a învinge creatura "IT" care a reapărut. De obicei, această creatură apare sub forma unui clovn sadic numit "Pennywise, Clovnul dansator" atunci când atrage copii ca să-i omoare. Acțiunea filmului are loc în orașul fictiv Derry din Maine, Statele Unite ale Americii, de-a lungul a celor două perioade menționate mai sus, și anume în 1960 și în 1990. 
Filmul este regizat de Tommy Lee Wallace și în rolurile principale interpretează Tim Curry, 
Harry Anderson, Dennis Christopher, Richard Masur, Annette O'Toole, Tim Reid, John Ritter, Richard Thomas și Seth Green.
A avut premiera la 18 și 20 noiembrie 1990 pe canalul american American Broadcasting Company.

## Distribuție
- Harry Anderson - Richie Tozier
- Dennis Christopher - Eddie Kaspbrak
- Richard Masur - Stanley Uris
- Annette O'Toole - Beverly Marsh
- Tim Reid - Mike Hanlon
- John Ritter - Ben Hanscom
- Richard Thomas - Bill Denbrough
- Tim Curry - Pennywise /  It